# Karel I van Croÿ

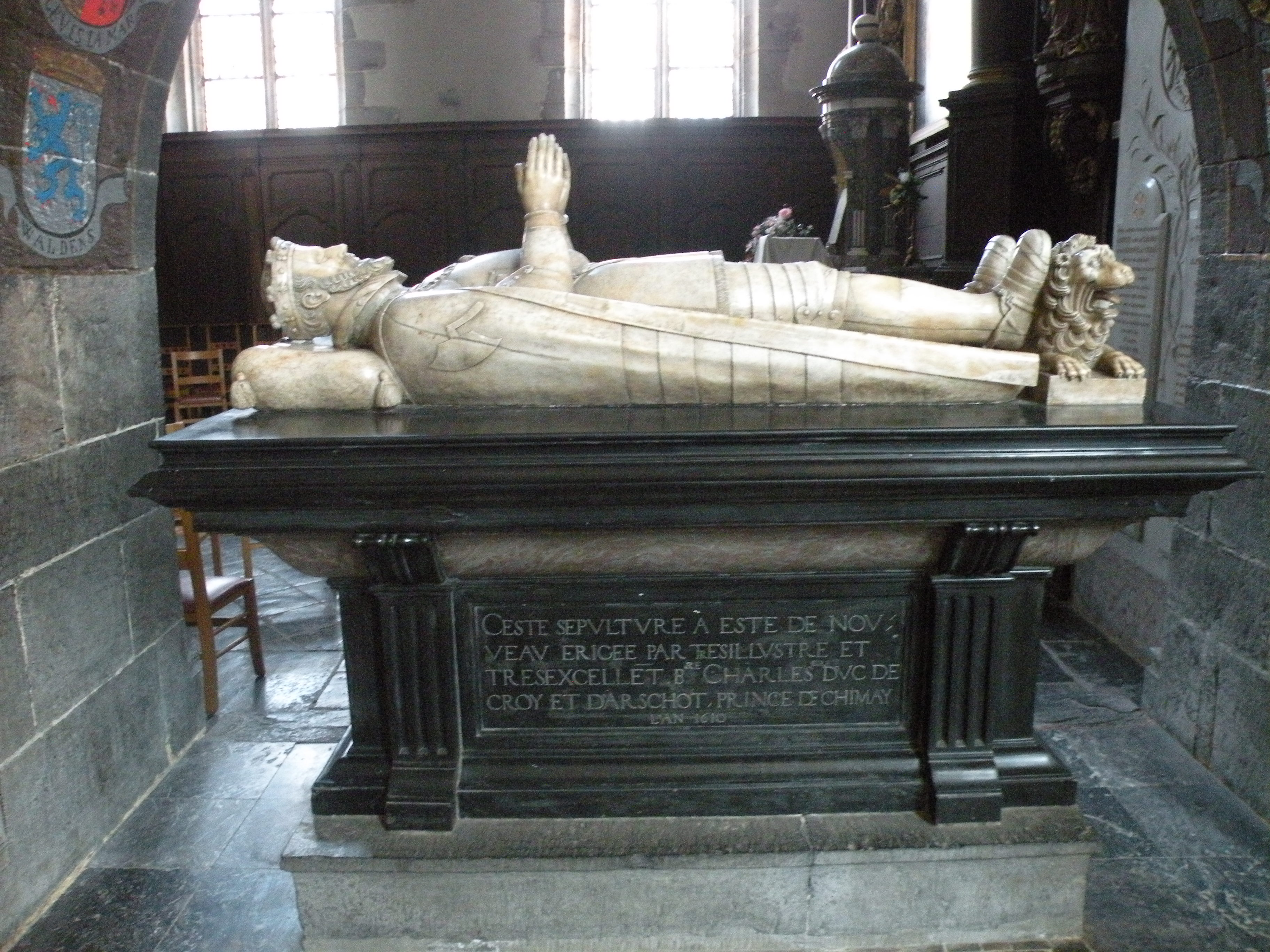
Het praalgraf van Karel I van Croÿ in de Sint-Petrus-en-Pauluskerk van Chimay

Karel van Croÿ (1455 – 1527), graaf en vervolgens prins van Chimay, was een Nederlands staatsman uit het huis Croÿ in dienst van het huis Habsburg.

## Biografie
Karel was de oudste zoon van Filips van Croÿ, graaf van Chimay, en Walburga van Moers.
Karel werd door Maximiliaan van Oostenrijk tot ridder geslagen op de vooravond van de Slag bij Guinegate. In deze veldslag liep hij groot gevaar doordat zijn stijgbeugels braken en hij ter aarde viel; hij zou verpletterd zijn indien de hertog hem niet te hulp was gesneld.
In 1486 verhief Maximiliaan, inmiddels Rooms-koning, de heerlijkheid Chimay tot prinsdom (vorstendom). Karel was voortaan een prins van het Heilige Roomse Rijk, met het predicaat doorluchtige hoogheid. Karel werd in 1491 ridder in de Orde van het Gulden Vlies.
In het jaar 1500 had Karel de eer om te mogen optreden als peter bij het doopsel van Karel van Gent, de latere keizer Karel V. Hij werd ook belast met de opvoeding van de jonge prins, maar aangezien diens tante Margaretha zich er te veel mee bemoeide, nam hij in 1509 ontslag uit deze functie ten voordele van zijn neef Willem van Chièvres.
Karel was een van de onderhandelaars tijdens de besprekingen die in 1519 zouden leiden tot een militaire alliantie met Johan II van Kleef, graaf van der Mark.
In 1521 nam Karel ontslag als stadhouder van Henegouwen en Valencijn ten voordele van zijn schoonzoon Filips II van Croÿ.

## Huwelijk en kinderen
Karel was gehuwd met Louise d'Albret, dochter van Alain van Albret. Zij hadden twee dochters:
- Anna (1501-1539), trouwde met Filips II van Croÿ, hertog van Aarschot en jure uxoris prins van Chimay
- Margaretha (1508-1549), trouwde in 1528 met Karel II van Lalaing, tweede graaf van Lalaing

## Voorouders
| Voorouders van Karel I van Croÿ | Voorouders van Karel I van Croÿ                                       | Voorouders van Karel I van Croÿ                                       | Voorouders van Karel I van Croÿ                                       | Voorouders van Karel I van Croÿ                                       | Voorouders van Karel I van Croÿ                                                 | Voorouders van Karel I van Croÿ                                                 | Voorouders van Karel I van Croÿ                                                 | Voorouders van Karel I van Croÿ                                                 |
| ------------------------------- | --------------------------------------------------------------------- | --------------------------------------------------------------------- | --------------------------------------------------------------------- | --------------------------------------------------------------------- | ------------------------------------------------------------------------------- | ------------------------------------------------------------------------------- | ------------------------------------------------------------------------------- | ------------------------------------------------------------------------------- |
| Overgrootouders                 | Jan I van Croÿ (1365-1415) ∞ Margaretha van Craon (1368-1420)         | Jan I van Croÿ (1365-1415) ∞ Margaretha van Craon (1368-1420)         | Simon III van Lalaing (1370-1415) ∞ Isabella van Barbançon (-1415)    | Simon III van Lalaing (1370-1415) ∞ Isabella van Barbançon (-1415)    | Frederik II van Moers-Saarwerden (1385-1448) ∞ Engelberta van Kleef (1390-1458) | Frederik II van Moers-Saarwerden (1385-1448) ∞ Engelberta van Kleef (1390-1458) | Stefan van Palts-Simmern-Zweibrücken (1385-1459) ∞ Anna van Veldenz (1390-1439) | Stefan van Palts-Simmern-Zweibrücken (1385-1459) ∞ Anna van Veldenz (1390-1439) |
| Grootouders                     | Jan II van Croÿ (1380-1473) ∞ 1462 Maria van Lalaing (-)              | Jan II van Croÿ (1380-1473) ∞ 1462 Maria van Lalaing (-)              | Jan II van Croÿ (1380-1473) ∞ 1462 Maria van Lalaing (-)              | Jan II van Croÿ (1380-1473) ∞ 1462 Maria van Lalaing (-)              | Vincent van Moers-Saarwerden (1445-1487) ∞ Anna van Simmern (1415-1455)         | Vincent van Moers-Saarwerden (1445-1487) ∞ Anna van Simmern (1415-1455)         | Vincent van Moers-Saarwerden (1445-1487) ∞ Anna van Simmern (1415-1455)         | Vincent van Moers-Saarwerden (1445-1487) ∞ Anna van Simmern (1415-1455)         |
| Ouders                          | Filips I van Croÿ (1436-1482) ∞ Walburga van Moers-Saarwerden (1440-) | Filips I van Croÿ (1436-1482) ∞ Walburga van Moers-Saarwerden (1440-) | Filips I van Croÿ (1436-1482) ∞ Walburga van Moers-Saarwerden (1440-) | Filips I van Croÿ (1436-1482) ∞ Walburga van Moers-Saarwerden (1440-) | Filips I van Croÿ (1436-1482) ∞ Walburga van Moers-Saarwerden (1440-)           | Filips I van Croÿ (1436-1482) ∞ Walburga van Moers-Saarwerden (1440-)           | Filips I van Croÿ (1436-1482) ∞ Walburga van Moers-Saarwerden (1440-)           | Filips I van Croÿ (1436-1482) ∞ Walburga van Moers-Saarwerden (1440-)           |
| Karel I van Croÿ (1455-1527)    |                                                                       |                                                                       |                                                                       |                                                                       |                                                                                 |                                                                                 |                                                                                 |                                                                                 |

- Gemeinsame Normdatei: 132272830
- International Standard Name Identifier: 0000 0000 2281 388X
- Virtual International Authority File: 33154812